# 須本光希
須本 光希（すもと みつき、英語: Mitsuki Sumoto、2001年2月4日 - ）は、日本の元フィギュアスケート選手（男子シングル）。大阪府泉大津市出身。血液型はAB型。
主な実績に2017年全日本ジュニア選手権1位、2017年ジュニアグランプリファイナル3位。

## 人物
4歳でスケートを始める。当時のリンクメイトに友野一希、山本草太、NMB48の川上千尋らがいる
。
2012年世界選手権男子フリーで羽生結弦が演じた「ロミオとジュリエット」に心を奪われ、それまで趣味でやっていたスケートに対し、「この競技を頑張りたい」と心に火が付いた、「羽生選手のプログラムなら3曲くらい完コピで踊れるくらい覚えた」と言うほど羽生の演技をまねしていた、とも明かしている。
また当時同じリンクには友野や田中刑事、町田樹らトップ選手がおり、彼らの練習を見てモチベーションが上がったという。
2021年12月、スポーツギフティングサービス「Unlim（アンリム）」へ参加。
2022年、4月に市制施行80周年を迎えた大阪府泉大津市の「80周年応援大使」に、タレントのオール阪神らとともに就任。

## 経歴
大西勝敬に師事。ノービス時代には全日本ノービス選手権最高8位だったが、ジュニア2年目の2015-16シーズン、初の国際大会となったアジアフィギュア杯で優勝。ISUジュニアグランプリシリーズに参戦しJGPコロラドスプリングスに出場。全日本ジュニア選手権で6位となり全日本選手権に初出場。
2016-17シーズン、ジュニアグランプリシリーズB.シュベルター杯3位。全日本ジュニア選手権3位。
2017-18シーズン、全日本ジュニア選手権優勝。ジュニアグランプリシリーズではリガ杯で優勝、ジュニアグランプリファイナルに進出し3位。続く全日本選手権で6位とシニアの中でも結果を出した。世界ジュニア選手権ではショートプログラムで3位につけるもフリースケーティングは怪我の影響で失速し総合9位となる。
2018-19シーズン、ジュニアグランプリシリーズブラチスラヴァ2位。全日本ジュニア選手権ではショートプログラム前日の練習で負傷、7位となり全日本選手権への出場を逃す。
2019-20シーズン、シニアクラスに移行。ISUチャレンジャーシリーズ ネペラメモリアル5位。プランタン杯に派遣が決まっていたが、新型コロナウイルス感染症の世界的流行により派遣中止となる。
2020-21シーズンより長光歌子、本田武史、吉野晃平に師事。NHK杯に出場予定だったが体調不良により棄権。
2021-22シーズン、体調不良に苦しみ、環境を変えようと福岡県飯塚市に拠点を移す。河野由美、岡崎央に師事。引退するつもりで全日本選手権に臨んだが、阪神タイガース・佐藤輝明内野手から激励のメッセージを受け取り翻意。
2022-23シーズン、今季限りでの引退を表明。地元大阪での全日本選手権を24位で終える。第95回日本学生氷上競技選手権大会(インカレ2023)が最後の競技会となった。今後もスケートに関わりたいとの意向を示している。

## 技術・演技
スピードと伸びのあるスケーティング、流れの途切れない演技が持ち味。4回転ジャンプは試合で成功させていないが、質の良いコンビネーションジャンプや、コンディションに応じた着実な実施構成を組めることによる大崩れの少なさが武器となっている。雄大なスプレッドイーグルは須本の見せ場。エキシビションプログラムの多くを自身で振付している。

## 主な戦績

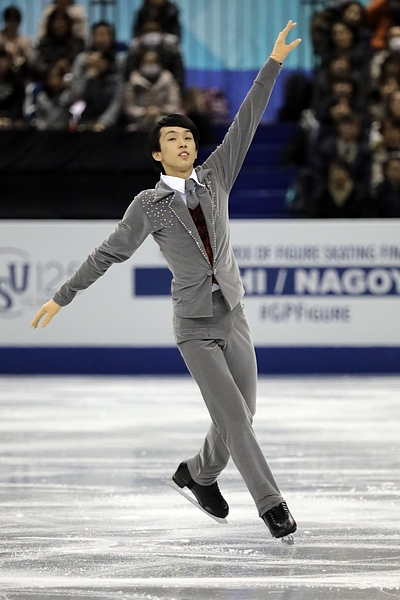
2017ジュニアグランプリファイナルの須本光希

| 大会/年                 | 2015-16 | 2016-17 | 2017-18 | 2018-19 | 2019-20 | 2020-21 | 2021-22 | 2022-23 |
| ----------------------- | ------- | ------- | ------- | ------- | ------- | ------- | ------- | ------- |
| GPNHK杯                 |         |         |         |         |         | WD      |         |         |
| CSアジアフィギュア杯    | 1 J     |         |         | 4       |         |         |         |         |
| CSネペラ記念            |         |         |         |         | 5       |         |         |         |
| 世界Jr.選手権           |         |         | 9       |         |         |         |         |         |
| JGPファイナル           |         |         | 3       |         |         |         |         |         |
| JGPブラチスラヴァ       |         |         |         | 2       |         |         |         |         |
| JGPクロアチア杯         |         |         | 4       |         |         |         |         |         |
| JGPリガ杯               |         |         | 1       |         |         |         |         |         |
| JGP B.シュベルター杯    |         | 3       |         |         |         |         |         |         |
| JGPチェコスケート       |         | 5       |         |         |         |         |         |         |
| JGPコロラドスプリングス | 7       |         |         |         |         |         |         |         |
| 全日本選手権            | 14      | 13      | 6       |         | 8       | 14      | 15      | 24      |
| 全日本Jr.選手権         | 6       | 3       | 1       | 7       |         |         |         |         |

- J - ジュニアクラス

### 詳細
| 2022-2023 シーズン    |                                              |          |           |           |
| 開催日                | 大会名                                       | SP       | FS        | 結果      |
| 2022年12月21日 - 25日 | 第91回全日本フィギュアスケート選手権（門真） | 23 61.07 | 23 111.33 | 24 172.40 |

| 2021-2022 シーズン    |                                                  |          |           |           |
| 開催日                | 大会名                                           | SP       | FS        | 結果      |
| 2021年12月22日 - 26日 | 第90回全日本フィギュアスケート選手権（さいたま） | 17 68.55 | 13 131.07 | 15 199.62 |

| 2020-2021 シーズン    |                                              |          |           |           |
| 開催日                | 大会名                                       | SP       | FS        | 結果      |
| 2020年12月24日 - 27日 | 第89回全日本フィギュアスケート選手権（長野） | 15 67.15 | 14 126.22 | 14 193.37 |

| 2019-2020 シーズン    |                                                        |          |          |          |
| 開催日                | 大会名                                                 | SP       | FS       | 結果     |
| 2019年12月19日 - 22日 | 第88回全日本フィギュアスケート選手権（東京）           | 12 72.81 | 8 147.47 | 8 220.28 |
| 2019年9月19日 - 21日  | ISUチャレンジャーシリーズ ネペラ記念（ブラチスラヴァ） | 5 68.14  | 4 141.01 | 5 209.15 |

| 2018-2019 シーズン    |                                                           |         |          |          |
| 開催日                | 大会名                                                    | SP      | FS       | 結果     |
| 2018年11月23日 - 25日 | 第87回全日本フィギュアスケートジュニア選手権（福岡）      | 5 69.89 | 8 122.99 | 8 192.88 |
| 2018年8月22日 - 25日  | ISUジュニアグランプリ JGPブラチスラヴァ（ブラチスラヴァ） | 2 74.13 | 2 136.18 | 2 210.31 |
| 2018年8月1日 - 5日    | ISUチャレンジャーシリーズアジアフィギュア杯（バンコク）   | 3 63.65 | 4 118.74 | 4 182.39 |

| 2017-2018 シーズン    |                                                        |         |          |          |
| 開催日                | 大会名                                                 | SP      | FS       | 結果     |
| 2018年3月5日 - 11日   | 2018年世界ジュニアフィギュアスケート選手権（ソフィア） | 3 72.94 | 9 126.57 | 9 199.51 |
| 2017年12月21日 - 24日 | 第86回全日本フィギュアスケート選手権（調布）           | 7 72.93 | 6 152.83 | 6 225.76 |
| 2017年12月7日 - 8日   | ISUジュニアグランプリファイナル（名古屋）              | 3 77.10 | 3 137.35 | 3 214.45 |
| 2017年11月25日 - 26日 | 第86回全日本フィギュアスケートジュニア選手権（前橋）   | 1 67.34 | 1 130.85 | 1 198.19 |
| 2017年9月27日 - 30日  | ISUジュニアグランプリ クロアチア杯（ザグレブ）         | 3 73.18 | 4 134.36 | 4 207.54 |
| 2017年9月6日 - 9日    | ISUジュニアグランプリ リガ杯（リガ）                   | 4 63.25 | 1 140.26 | 1 203.51 |

| 2016-2017 シーズン     |                                                                |          |           |           |
| 開催日                 | 大会名                                                         | SP       | FS        | 結果      |
| 2016年12月22日 - 25日  | 第85回全日本フィギュアスケート選手権（門真）                   | 12 60.97 | 14 117.63 | 13 178.60 |
| 2016年11月18日 - 20日  | 第85回全日本フィギュアスケートジュニア選手権（札幌）           | 3        | 2 128.21  | 3 191.81  |
| 2016年10月5日 - 8日    | ISUジュニアグランプリ ブラエオン・シュベルター杯（ドレスデン） | 4 65.11  | 3 130.63  | 3 195.74  |
| 2016年8月31日 - 9月3日 | ISUジュニアグランプリ チェコスケート（オストラヴァ）           | 5 63.72  | 5 129.41  | 5 193.13  |

| 2015-2016 シーズン    |                                                                    |          |           |           |
| 開催日                | 大会名                                                             | SP       | FS        | 結果      |
| 2015年12月24日 - 27日 | 第84回全日本フィギュアスケート選手権（札幌）                       | 18 58.11 | 14 118.21 | 14 176.32 |
| 2015年11月21日 - 23日 | 第84回全日本フィギュアスケートジュニア選手権（ひたちなか）         | 6 58.82  | 6 111.05  | 6 169.87  |
| 2015年9月2日 - 6日    | ISUジュニアグランプリ コロラドスプリングス（コロラドスプリングス） | 9 56.35  | 7 112.09  | 7 168.44  |
| 2015年8月5日 - 8日    | 2015年アジアフィギュア杯 ジュニアクラス（バンコク）                | 1 53.51  | 1 109.80  | 1 163.31  |

## プログラム使用曲
| シーズン  | SP                                                                              | FS | EX                                                                                              |
| --------- | ------------------------------------------------------------------------------- | --- | ----------------------------------------------------------------------------------------------- |
| 2022-2023 | The Feeling Begins 曲：ピーター・ガブリエル 振付：阿部奈々美                    | 映画『イル・ポスティーノ』より ミ・マンケライ (君がいないと) 作曲：ルイス・エンリケス・バカロフ 歌：ジョシュ・グローバン 振付：阿部奈々美                          | 映画『海の上のピアニスト』より 作曲：エンニオ・モリコーネ 振付：須本光希                        |
| 2021-2022 | Forever Ain't Enough 曲：ローナン・キーティング 振付：小平渓介                  | Un Giorno per Noi （ロミオとジュリエット） 歌：ジョシュ・グローバン 振付：阿部奈々美                                                                               |                                                                                                 |
| 2020-2021 | The Feeling Begins 曲：ピーター・ガブリエル 振付：阿部奈々美                    | 映画『ミッション』より 曲：エンニオ・モリコーネ 振付：阿部奈々美                                                                                                   |                                                                                                 |
| 2019-2020 | The Feeling Begins 曲：ピーター・ガブリエル 振付：阿部奈々美                    | 映画『イル・ポスティーノ』より ミ・マンケライ (君がいないと) 作曲：ルイス・エンリケス・バカロフ 歌：ジョシュ・グローバン 振付：阿部奈々美                          |                                                                                                 |
| 2018-2019 | 歌劇『トスカ』より 作曲：ジャコモ・プッチーニ 演奏：マキシム 振付：阿部奈々美   | 映画『イル・ポスティーノ』より ミ・マンケライ (君がいないと) 作曲：ルイス・エンリケス・バカロフ 歌：ジョシュ・グローバン 振付：阿部奈々美                          | Bring Him Home 作曲：クロード＝ミシェル・シェーンベルク 歌：ジョシュ・グローバン 振付：須本光希 |
| 2017-2018 | 雨に唄えば 作曲：ナシオ・ハーブ・ブラウン 振付：阿部奈々美                      | ミュージカル『レ・ミゼラブル』より 作曲：クロード＝ミシェル・シェーンベルク 振付：阿部奈々美                                                                       | ユー・レイズ・ミー・アップ 歌：カノン 振付：須本光希                                            |
| 2016-2017 | 雨に唄えば 作曲：ナシオ・ハーブ・ブラウン 振付：阿部奈々美                      | ピアノソナタ第8番「悲愴」第1楽章・第2楽章 作曲：ルートヴィヒ・ヴァン・ベートーヴェン エチュード「悲愴」Op.8-12 作曲：アレクサンドル・スクリャービン 振付：荒屋真理 | 雨に唄えば 作曲：ナシオ・ハーブ・ブラウン 振付：阿部奈々美、須本光希                            |
| 2015-2016 | Paganini 5 作曲：ニコロ・パガニーニ 演奏：エドウィン・マートン 振付：杉田由香子 | ピアノソナタ第8番「悲愴」第1楽章・第2楽章 作曲：ルートヴィヒ・ヴァン・ベートーヴェン エチュード「悲愴」Op.8-12 作曲：アレクサンドル・スクリャービン 振付：荒屋真理 |                                                                                                 |